# Номенклатура Ганча — Відмана

1,3-тіазол — назва за номенклатурою Ганча — Відмана

Номенклатура Ганча — Відмана (розширена система Ганча — Відмана) — система найменування гетероциклічних сполук, що складаються з одного циклу з числом членів не більше 10, заснована на перерахуванні префіксів, що позначають гетероатоми, і основи, що позначає число атомів у циклі і його ненасиченість. 

## Історія
Номенклатура була запропонована незалежно А. Р. Ганчем і О. Відманом 1887 і 1888 року відповідно. У первинному варіанті вона являла собою правила для присвоєння назв п'яти- і шестичленним гетероциклам, що містять атоми азоту, а також кисню, сірки й селену, проте згодом була поширена і на гетероцикли іншого розміру, з іншими гетероатомами, а також на гетероцикли з різним ступенем ненасиченості. 
У 1940 році система була документована, з'явилися основи для позначення 3-, 4-, 5-членних гетероциклів всіх ступенів ненасиченості, а для 6—10-членних гетероциклів наводилися основи, відповідні лише найбільшому і найменшому ступеням ненасиченості. 1957 року комісія ІЮПАК з номенклатури органічної хімії прийняла дану систему в число номенклатурних правил. 

## Правила
Назви гетероциклічних сполук з величиною циклу від 3 до 10 атомів складаються з двох частин: одного або декількох префіксів, що позначають гетероатом, і основи, яка вказує на число атомів у циклі і його насиченість/ненасиченість і залежить від того, чи є в ньому тільки гетероатом азоту, чи також інші гетероатоми. 

### Префікси
Префікси в номенклатурі Ганча — Відмана походять від назв відповідних хімічних елементів і закінчуються буквою -а, яку забирають, якщо частина назви після префікса починається з голосної. Префікси служать для позначення наявності в циклі того чи іншого гетероатома; причому, якщо гетероатомів у циклі кілька, то вони перераховуються в тому ієрархічному порядку, в якому вони наведені в таблиці нижче. Два і більше гетероатоми одного типу позначаються префіксами «ди-», «три-» і т. д.
| Гетероатом | Валентність | Префікс | Гетероатом    | Валентність | Префікс  |
| ---------- | ----------- | ------- | ------------- | ----------- | -------- |
| Фтор (F)   | 1           | фтора-  | Арсен (As)    | 3           | арса-    |
| Хлор (Cl)  | 1           | хлора-  | Стибій (Sb)   | 3           | стиба-   |
| Бром (Br)  | 1           | брома-  | Бісмут (Bi)   | 3           | вісма-   |
| Йод (I)    | 1           | йода-   | Кремній (Si)  | 4           | сила-    |
| Кисень (O) | 2           | окса-   | Германій (Ge) | 4           | герма-   |
| Сірка (S)  | 2           | тіа-    | Олово (Sn)    | 4           | станна-  |
| Селен (Se) | 2           | селена- | Свинець (Pb)  | 4           | плюмба-  |
| Телур (Te) | 2           | телура- | Бор (B)       | 3           | бора-    |
| Азот (N)   | 3           | аза-    | Ртуть (Hg)    | 2           | меркура- |
| Фосфор (P) | 3           | фосфа-  |               |             |          |

### Основи
Основи в даній номенклатурі служать для позначення величини циклу. Вони утворюються шляхом видалення декількох букв від відповідного числівника: «-ир» від три, «-ет» від тетра, «-еп» від гептил, «-ок» від окта, «-он» від нона, «-ек» від дека. Основи "ол" і "-ін" для позначення п'яти- і шестичленних циклів є оригінальними і походять від назв найбільш поширених нітрогенистих гетероциклів піролу і піридину. 
Традиційно, вибір основи в номенклатурі Ганча — Відмана залежить від того, чи містить гетероцикл тільки атом Нітрогену, чи також інші гетероатоми. Залежно від цього можуть застосовуватися різні набори основ. Згідно з рекомендаціями 1983 року, для насичених нітрогеновмісних гетероциклів до 5 атомів у циклі надається перевага вживанню власного набору основ (у таблиці позначені червоним), а до гетероциклів, що не містять Нітрогену або містять інші гетероатоми, рекомендується застосовувати окремий набір основ. 
Вибір основи також залежить від того, є гетероцикл насиченим чи ні. Для чотири- і п'ятичленних циклів також застосовуються основи, що позначають розмір частково гідрованих гетероциклічних сполук, однак частіше для цієї мети застосовуються префікси дигідро-, тетрагідро- і т. д.
| Число атомів у циклі | Основи (суфікси)      | Основи (суфікси)      | Основи (суфікси)               | Основи (суфікси)               |
| Число атомів у циклі | нітрогеновмісні цикли | нітрогеновмісні цикли | цикли, що не містять Нітрогену | цикли, що не містять Нітрогену |
| Число атомів у циклі | ненасичені            | насичені              | ненасичені                     | насичені                       |
| -------------------- | --------------------- | --------------------- | ------------------------------ | ------------------------------ |
| 3                    | -ірин                 | -іридин               | -ірен                          | -іран                          |
| 4                    | -ет                   | -етидин               | -ет                            | -етан                          |
| 5                    | ол                    | -олідин               | ол                             | -олан                          |
| 6                    | -ин                   | [ К 5 ]               | -ин                            | -ан                            |
| 7                    | -епін                 |                       | -епін                          | -епан                          |
| 8                    | -окін                 |                       | -окін                          | -окан                          |
| 9                    | -онін                 |                       | -онін                          | -онан                          |
| 10                   | -ецин                 |                       | -ецин                          | -екан                          |

| Число атомів у циклі | Основи (суфікси)      | Основи (суфікси)               |
| Число атомів у циклі | нітрогеновмісні цикли | цикли, що не містять Нітрогену |
| -------------------- | --------------------- | ------------------------------ |
| 4                    | -етин                 | -етин                          |
| 5                    | -олін                 | -олен                          |

Прикладом побудови назв гетероциклічних сполук є насичені оксигеновмісні гетероцикли. 

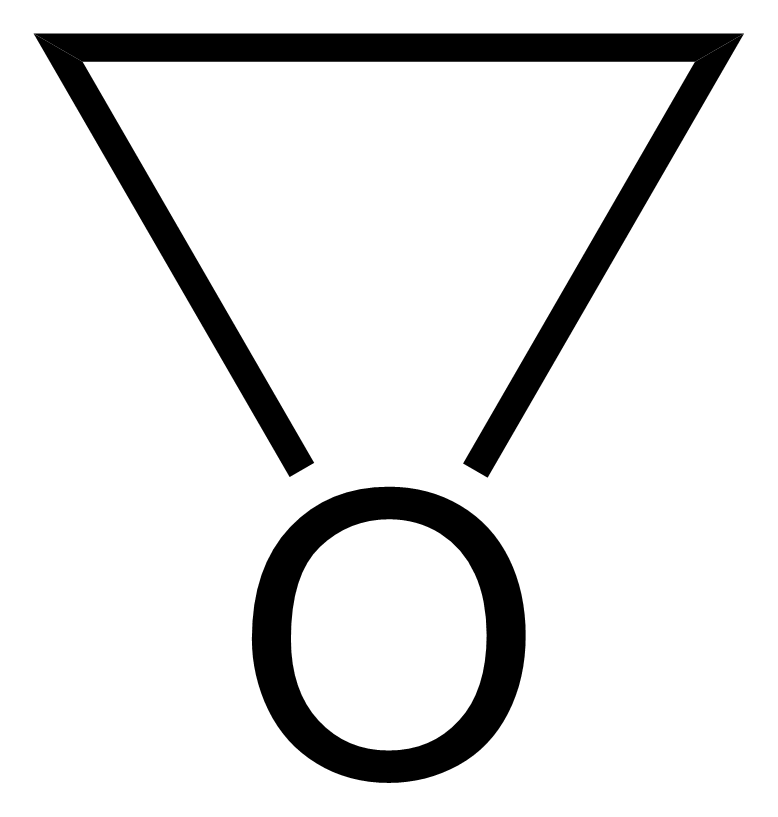
оксиран
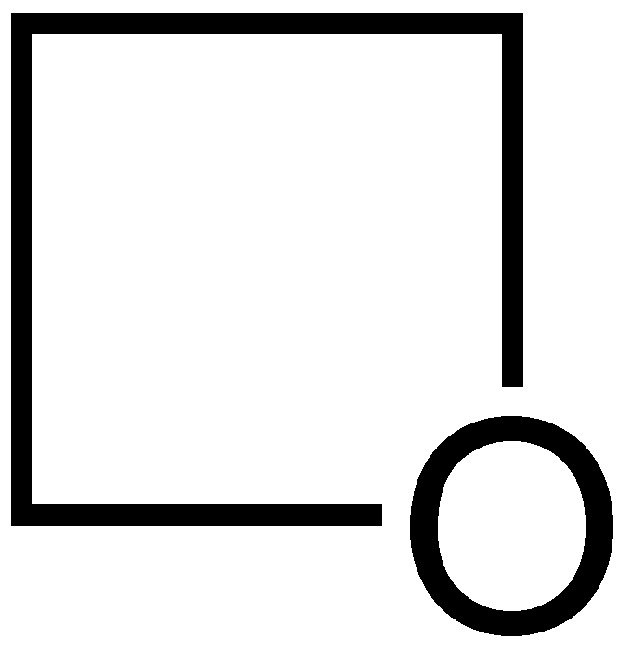
оксетан
оксолан (частіше: тетрагідрофуран)
оксан (частіше: тетрагідропіран )

### Інші елементи назв
Локанти використовуються для позначення взаємного розташування гетероатомів у циклі. Для розставлення локантів старшому гетероатому (що стоїть вище в таблиці префіксів) надають найменший номер, а атоми циклу нумерують так, щоб отримати найменший набір локантів. Потім локанти перераховують перед префіксами в порядку проходження префіксів. 

У випадках, коли існує кілька максимально ненасичених гетероциклів, що відрізняються розташуванням подвійних зв'язків, застосовують символ «позначеного Гідрогену», тобто за допомогою додаткового префікса вказують номер атома, не включеного в подвійні зв'язки. Якщо назва гетероциклу починається з локантів, положення подвійного зв'язку може, як виняток, позначатися за допомогою грецької букви Δ з надрядковим локантом. 

1,4,2-оксазафосфолідін
1,3,6,4-тіадіазаборепан
оксатіафосфіран

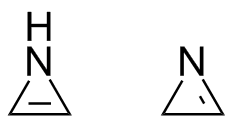
1H-азирин і 2H-азирин
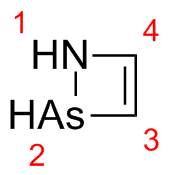
Δ 3 -1,2-азарсетін

### Оригінальні роботи
- Hantzsch A., Weber J. H. Ueber Verbindungen des Thiazols (Pyridins der Thiophenreihe) // Berichte der deutschen chemischen Gesellschaft. — 1887. — Т. 20, № 2. — С. 3118—3132.
- Widman O. Zur Nomenclatur der Verbindungen, welche Stickstoffkerne enthalten // J. Prakt. Chem. — 1888. — Т. 38, № 1. — С. 185—201.

### Посібники
- Джилкрист Т. Химия гетероциклических соединений = Heterocyclic Chemistry / Пер. с англ. А. В. Карчавы и Ф. В. Зайцевой, под ред. М. А. Юровской. — М : Мир, 1996. — С. 441—451. — ISBN 5-03-003103-0.
- Кан Р., Дермер О. Введение в химическую номенклатуру = Introduction to Chemical Nomenclature / Пер. с англ. Н. Н. Щербиновской, под ред. В. М. Потапова, Р. А. Лидина. — М : Химия, 1983. — 224 с.
- Рамш С. М. Руководство по составлению названий гетероциклических соединений с примерами и задачами. — Санкт-Петербург : Химиздат, 2009. — 406 с. — ISBN 978-5-93808-173-4.
- Comission on nomenclature of organic chemistry. Revision of the extended Hantzsch-Widman system of nomenclature for heteromonocycles : [арх. 10 червня 2015] :  [англ.]. — 1983. — Vol. 55, № 2. — С. 409—416. — doi:10.1351/pac198855020409.